# Schauspielhaus Neubrandenburg

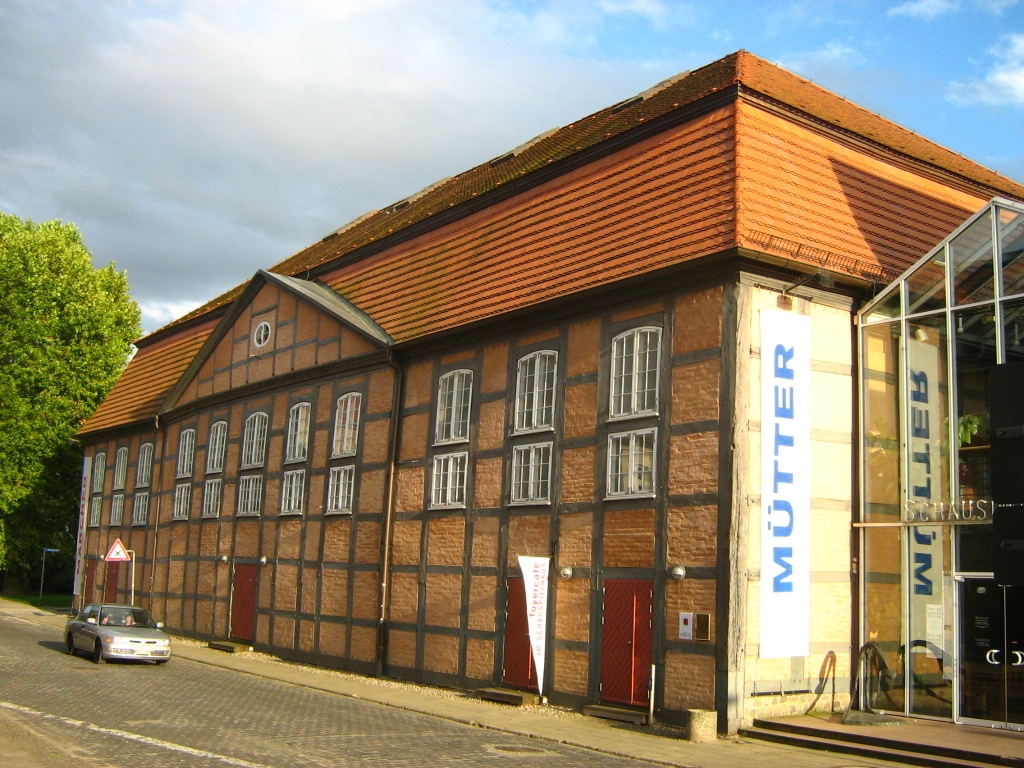
Schauspielhaus Neubrandenburg

Das Schauspielhaus Neubrandenburg ist das älteste erhaltene Theatergebäude in Mecklenburg-Vorpommern und eine der Stammbühnen der Theater und Orchester GmbH Neubrandenburg / Neustrelitz. Die Fachwerkhäuser Pfaffenstraße 18 und 22 befindet sich in Neubrandenburg und stehen unter Denkmalschutz.

## Geschichte

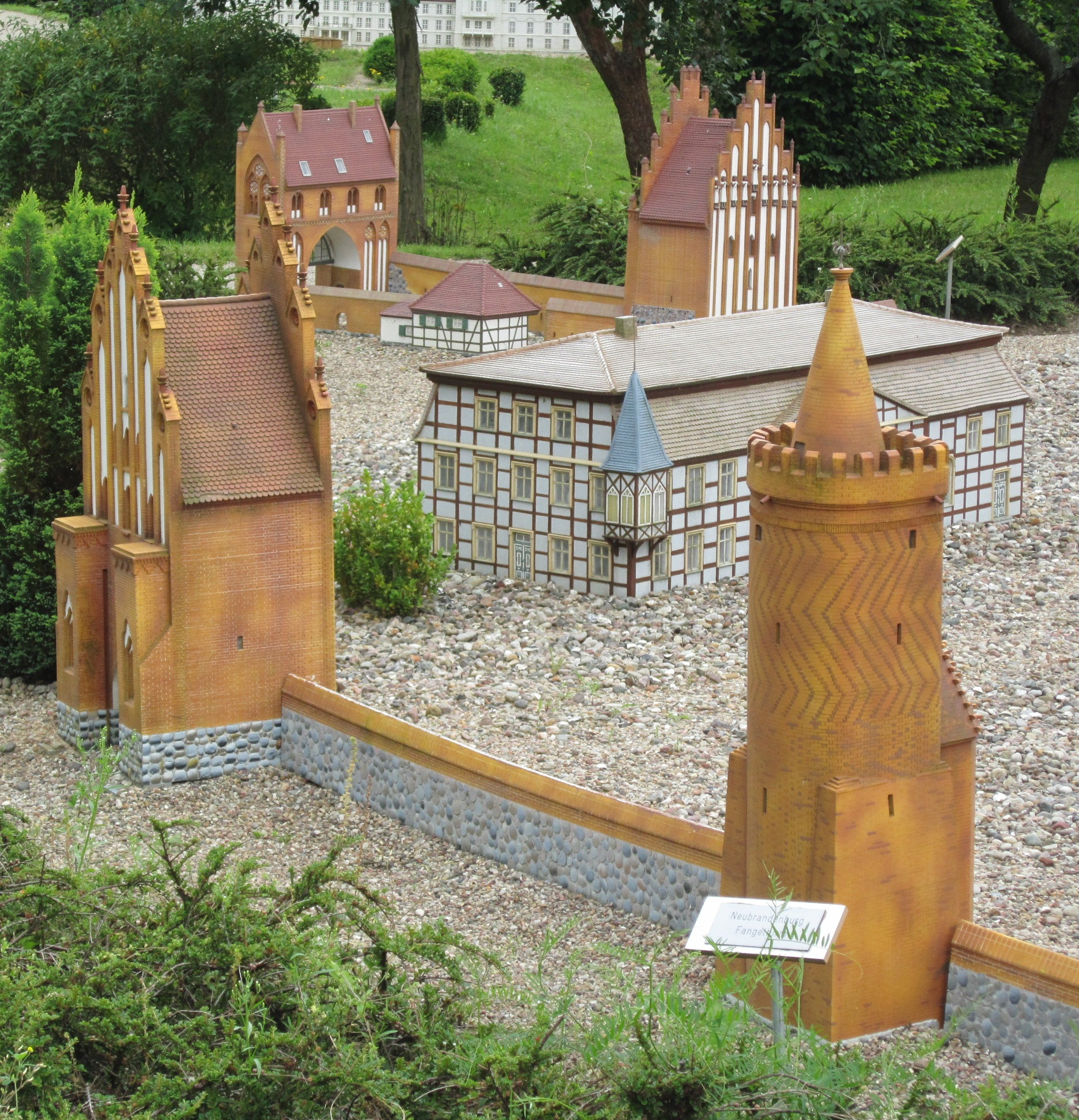
Modell des Schauspielhauses (mit Erker aus den 1890er Jahren) im früheren Modellpark Neubrandenburg

Herzog Adolf Friedrich IV., der Regent des Landesteils Mecklenburg-Strelitz, wählte Neubrandenburg 1775 zu seiner Sommerresidenz. Für die seit dem regelmäßig hier gastierende Theatertruppe des Peter (Florenz) Ilgner und das wenig später gegründete herzogliche Hoftheater dienten zunächst verschiedene Gebäude in der Stadt, unter anderem das Rathaus, als Spielstätte. Zwischen 1780 und 1794 ließ der Herzog mit dem Comödienhaus in der Pfaffenstraße eine feste Spielstätte erbauen. Sein Nachfolger Karl II. löste das Hoftheater wegen knapper Kassen auf.

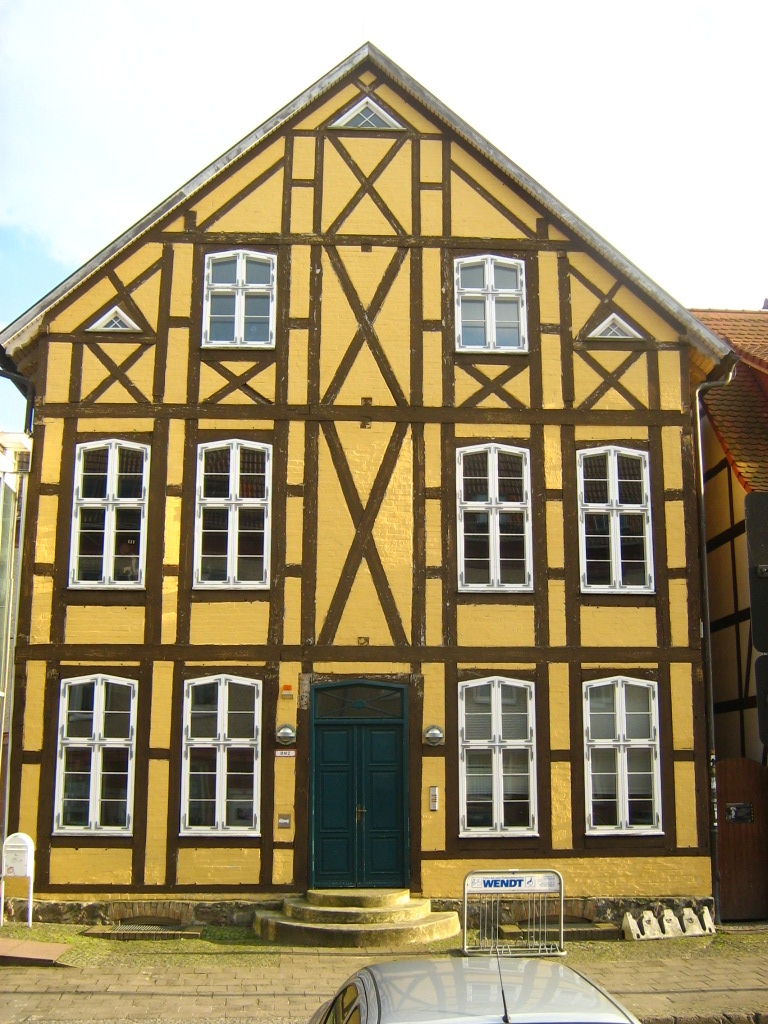
Nachbargebäude Pfaffenstraße 18 mit Theater-Service

In den folgenden Jahrzehnten wurde das Gebäude von verschiedenen Wanderbühnen und -theatern bespielt, ab 1822 auch vom wiedergegründeten Strelitzer Hoftheater. 1825 erfolgten unter der Leitung von Friedrich Wilhelm Buttel Umbauarbeiten. Im Verlauf der Revolution 1848/49 wurden im Schauspielhaus mehrere Volksversammlungen abgehalten. Während des Deutsch-Französischen Krieges 1870/71 diente das Gebäude als Lazarett. Unter Großherzog Friedrich Wilhelm (II.) wurde das Gebäude 1890 an den Arzt Dr. Ludwig Mercker (1840–1920) verkauft. Dieser ließ Fassade und Innenräume umgestalten, um darin eine „Anstalt für Bewegungskuren“ einzurichten. Im Zuge dieser Umbauten erhielt das Schauspielhaus an der Nordostecke auch einen Erker.
Während des Zweiten Weltkriegs wurde im Haus erneut ein Lazarett eingerichtet. Nach 1945 waren im Gebäude zwischenzeitlich Wohnungen und eine Vulkanisier- und Motorradwerkstatt untergebracht und eine Kirchgemeinde hatte hier ihren Versammlungssaal. Das Haus war dem Verfall ausgesetzt. Die ursprüngliche Innenausstattung ging vollständig verloren. Das Puppentheater Neubrandenburg durfte ab 1988 in dem Haus aufführen.
Nach der Wende wurde das Gebäude wieder im Rahmen der Städtebauförderung zu einem Schauspielhaus umgebaut. Das Gebäude gehörte zu einem der drei Objekte in Mecklenburg-Vorpommern, dessen Sanierung durch das Land Schleswig-Holstein in besonderem Maße mit 3,5 Mio. Mark unterstützt wurde. Das Land Mecklenburg-Vorpommern stellte 6,5 Mio. Mark bereit und die Stadt 3,0 Mio. Mark.

Bei der Sanierung erhielt es seine ursprüngliche äußere Gestalt. Der inzwischen baufällig gewordene, über Jahrzehnte stadtbildprägend gewesene Erker wurde dabei entfernt. Ein gläsernes Bauwerk verbindet heute als Foyer die zwei benachbarten Fachwerkgebäude. Die feierlichen Wiedereröffnung fand im April 1994 statt.

## Das heutige Theater
Das 180 Zuschauer fassende Theater (mit Logenplätzen bis zu 200 Zuschauer) ist mit moderner Bühnentechnik, inklusive Drehscheibe und Orchestergraben, ausgestattet. Für den Saal fertigte der Künstler Klemens Kühn auf dem historischen Tonnengewölbe ein zeitgenössisches Deckengemälde an. Eine bauliche Besonderheit ist das aus vielen Einzelpodesten bestehende Parkett, das den Bühnenbildnern die Möglichkeit gibt, die Sitzreihen variabel zu gestalten und bei Bedarf den Zuschauerraum in das Bühnenbild einzubeziehen oder zum Beispiel ein kleines Orchester zu platzieren. In manchen Inszenierungen nahm das Publikum auch schon direkt auf der Bühne Platz und der Zuschauersaal diente als Bühne. So erschließen sich dem Publikum immer wieder neue, interessante Perspektiven auf das Theatergebäude und auf die Stücke.
Im Foyerbereich des Schauspielhauses befindet sich ein Café, das sich sowohl zu Aufführungen als auch an veranstaltungsfreien Tagen geöffnet ist. Gelegentlich finden auch hier Lesungen und kleine Konzerte statt. Zum Gebäudeensemble gehört ebenfalls ein benachbartes, mehrgeschossiges Fachwerkhaus – bekannt als Greve-Haus wegen der dort über Jahrzehnte arbeitenden Buchdruckerei der gleichnamigen Familie –, in dem der Besucherservice und ein Teil der Verwaltung zu finden sind. Eine zwischen beiden Gebäuden liegende Baulücke wurde durch einen modernen, gläsernen Verbindungsbau geschlossen, der heute den Eingangsbereich zum Schauspielhaus bildet.
In unmittelbarer Nähe des Schauspielhauses befindet sich zudem eine Probebühne. Das Gebäude, der ehemalige (groß-)herzogliche Marstall, wurde 2004 ausgebaut und beherbergt nun außerdem Theaterwerkstätten, einen kleinen Fundus und das Notenarchiv der Neubrandenburger Philharmonie.
Seit 2006 gehört das Schauspielhaus Neubrandenburg zum von der EU anerkannten schützenswerten kulturellen Erbe Europas und ist Teil der Deutschlandroute auf der Europastraße Historische Theater, die von PERSPECTIV, der „Gesellschaft der historischen Theater Europas“, ins Leben gerufen wurde.

## Der Spielplan
Zunächst vom Neubrandenburger Kammertheater bespielt, ist das Schauspielhaus heute – zusammen mit dem Landestheater Neustrelitz – die Stammspielstätte der Theater und Orchester GmbH Neubrandenburg/Neustrelitz. Auf dem Spielplan stehen vor allem Schauspiele aller Epochen und Genres, so gibt es hier klassische Bühnenwerke von Schiller, Molière oder Shakespeare zu sehen, aber auch Stücke moderner Autoren wie George Tabori, Yasmina Reza oder Christoph Hein, sowie eine Vielzahl von Komödien und Lustspielen, von deren Beliebtheit beim Publikum die seit 2007 mit großem Erfolg fortgeführte Reihe „Kleine Komödie im Schauspielhaus“ zeugt. Außerdem hat sich das Schauspielhaus als Spielort für zeitgemäße Kinder- und Jugendstücke etabliert.
Weiterhin kommen pro Spielzeit eine bis zwei Musiktheaterinszenierungen (Opern, Operetten, Musicals und Chorprogramme) mit kleiner Orchester- oder Bandbesetzung zur Premiere, szenische Liederabende, Kammerkonzerte, Soiréen und Lesungen vervollständigen den Spielplan. Seit vielen Jahren sehr beliebt ist auch die „Märchenkammer“ auf der Probebühne, in der jeden Samstagnachmittag Puppenspiele und Märchen für Kinder und Erwachsene dargeboten werden.
Am Ende jeder Spielzeit (Ende Mai bis Anfang Juni) finden im Schauspielhaus die „Neubrandenburger Amateurtheatertage“ statt, bei denen Laienspielgruppen aus der Stadt und der Umgebung die Möglichkeit erhalten, ihre Stücke auf einer großen Bühne einem breiten Publikum zu präsentieren. Mit den (K)ammerteuren hat das Schauspielhaus auch eine eigene Laientheatergruppe, die eine Inszenierung im Jahr erarbeitet. Außerdem bringt die Niederdeutsche Bühne Neubrandenburg ihre ein bis zwei Stücke je Spielzeit im Schauspielhaus zur Premiere.
Pro Saison gehen bis zu 200 Theateraufführungen und Veranstaltungen über die Bühne des Schauspielhauses.